# Robert Kron
Robert Kron (* 27. února 1967 Brno) je bývalý český hokejový útočník, který nastupoval v NHL.

## Hráčská kariéra
Je odchovancem Ingstavu Brno, odkud v 17 letech přestoupil do Zetoru Brno. Za ten začal hrával československou ligu, poprvé v sezóně 1984/85. Během vojenské služby působil v Dukle Trenčín, kde nastupoval například s Vladimírem Růžičkou. Záhy po pádu komunistického režimu, v roce 1990, odešel do NHL. Draftován byl již v roce 1985 z celkově 88. místa klubem Vancouver Canucks. Ve Vancouveru také v NHL začínal. Většinu kariéry odehrál za Hartford Whalers respektive po přesunu týmu do Severní Karolíny za Carolina Hurricanes. S týmem většinou končil před branami play-off, s výjimkou sezóny 1998/99, kdy však vypadl již v prvním kole. Poslední dvě sezóny v NHL odehrál za Columbus Blue Jackets, jeho produktivita však klesala a také jej přibrzdilo zranění. V NHL celkem odehrál 771 utkání, v nichž zaznamenal 144 gólů a 194 asistencí. Závěr kariéry strávil v týmu Lukko Rauma ve finské lize, skončil v roce 2003, což odůvodnil ztrátou motivace.
Později jej Carolina Hurricanes angažovala jako skauta pro Evropu.

## Reprezentační kariéra
Úspěchy slavil především v juniorských týmech, s reprezentací do 18 let získal stříbro a bronz na mistrovství Evropy, s reprezentací do 20 let dvě stříbra na mistrovství světa. Na turnaji v roce 1987 byl vyhlášen nejlepším útočníkem. V seniorské reprezentaci hrál na mistrovství světa v letech 1989 a 1990, v obou případech se tým umístil na třetí pozici. V devadesátých letech vzhledem k působení v zámoří v reprezentaci absentoval.

## Ocenění a úspěchy
- 1987 MS – Nejlepší útočník

## Prvenství
- Debut v NHL – 4. října 1990 (Calgary Flames proti Vancouver Canucks)
- První gól v NHL – 6. října 1990 (Los Angeles Kings proti Vancouver Canucks, brankáři Kelly Hrudey)
- První asistence v NHL – 6. října 1990 (Los Angeles Kings proti Vancouver Canucks)

## Klubová statistika
| Sezóna        | Klub                       | Soutěž        |     | Základní část | Základní část | Základní část | Základní část | Základní část |   | Play off | Play off | Play off | Play off | Play off |
| Sezóna        | Klub                       | Soutěž        | Z   | G             | A             | B             | TM            | Z             | G | A        | B        | TM       |          |          |
| 1983–84       | TJ Zetor Brno              | ČSHL-18       | —   | —             | —             | —             | —             | —             | — | —        | —        | —        |          |          |
| 1983–84       | TJ Lokomotiva Ingstav Brno | 1.ČSHL        | 3   | 0             | 1             | 1             | 0             | —             | — | —        | —        | —        |          |          |
| 1984–85       | TJ Zetor Brno              | ČSHL          | 40  | 6             | 8             | 14            | 6             | —             | — | —        | —        | —        |          |          |
| 1985–86       | TJ Zetor Brno              | ČSHL          | 44  | 5             | 6             | 11            | —             | —             | — | —        | —        | —        |          |          |
| 1986–87       | TJ Zetor Brno              | ČSHL          | 34  | 18            | 11            | 29            | 10            | —             | — | —        | —        | —        |          |          |
| 1987–88       | TJ Zetor Brno              | ČSHL          | 44  | 14            | 7             | 21            | 30            | —             | — | —        | —        | —        |          |          |
| 1988–89       | ASVŠ Dukla Trenčín         | ČSHL          | 43  | 28            | 19            | 47            | 26            | —             | — | —        | —        | —        |          |          |
| 1989–90       | ASVŠ Dukla Trenčín         | ČSHL          | 39  | 22            | 22            | 44            | —             | —             | — | —        | —        | —        |          |          |
| 1990–91       | Vancouver Canucks          | NHL           | 76  | 12            | 20            | 32            | 21            | —             | — | —        | —        | —        |          |          |
| 1991–92       | Vancouver Canucks          | NHL           | 36  | 2             | 2             | 4             | 2             | 11            | 1 | 2        | 3        | 2        |          |          |
| 1992–93       | Vancouver Canucks          | NHL           | 32  | 10            | 11            | 21            | 14            | —             | — | —        | —        | —        |          |          |
| 1992–93       | Hartford Whalers           | NHL           | 13  | 4             | 2             | 6             | 4             | —             | — | —        | —        | —        |          |          |
| 1993–94       | Hartford Whalers           | NHL           | 77  | 24            | 26            | 50            | 8             | —             | — | —        | —        | —        |          |          |
| 1994–95       | Hartford Whalers           | NHL           | 37  | 10            | 8             | 18            | 10            | —             | — | —        | —        | —        |          |          |
| 1995–96       | Hartford Whalers           | NHL           | 77  | 22            | 28            | 50            | 6             | —             | — | —        | —        | —        |          |          |
| 1996–97       | Hartford Whalers           | NHL           | 68  | 10            | 12            | 22            | 10            | —             | — | —        | —        | —        |          |          |
| 1997–98       | Carolina Hurricanes        | NHL           | 81  | 16            | 20            | 36            | 12            | —             | — | —        | —        | —        |          |          |
| 1998–99       | Carolina Hurricanes        | NHL           | 75  | 9             | 16            | 25            | 10            | 5             | 1 | 1        | 2        | 0        |          |          |
| 1999–00       | Carolina Hurricanes        | NHL           | 81  | 13            | 27            | 40            | 8             | —             | — | —        | —        | —        |          |          |
| 2000–01       | Columbus Blue Jackets      | NHL           | 59  | 8             | 11            | 19            | 10            | —             | — | —        | —        | —        |          |          |
| 2001–02       | Columbus Blue Jackets      | NHL           | 59  | 4             | 11            | 15            | 4             | —             | — | —        | —        | —        |          |          |
| 2001–02       | Syracuse Crunch            | AHL           | 6   | 2             | 4             | 6             | 5             | —             | — | —        | —        | —        |          |          |
| 2002–03       | Lukko Rauma                | SM-l          | 23  | 4             | 8             | 12            | 6             | —             | — | —        | —        | —        |          |          |
| Celkem v ČSHL | Celkem v ČSHL              | Celkem v ČSHL | 244 | 93            | 73            | 166           | —             | —             | — | —        | —        | —        |          |          |
| Celkem v NHL  | Celkem v NHL               | Celkem v NHL  | 771 | 144           | 194           | 338           | 119           | 16            | 2 | 3        | 5        | 2        |          |          |

## Reprezentace
| Rok                       | Tým                       | Soutěž                    | Z  | G  | A  | B  | TM |
| ------------------------- | ------------------------- | ------------------------- | -- | -- | -- | -- | -- |
| 1984                      | Československo 18         | MEJ                       | 5  | 2  | 2  | 4  | 6  |
| 1985                      | Československo 20         | MSJ                       | 7  | 3  | 5  | 8  | 4  |
| 1985                      | Československo 18         | MEJ                       | 5  | 3  | 4  | 7  | 0  |
| 1986                      | Československo 20         | MSJ                       | 7  | 3  | 1  | 4  | 6  |
| 1987                      | Československo 20         | MSJ                       | 5  | 1  | 2  | 3  | 4  |
| 1989                      | Československo            | MS                        | 10 | 2  | 2  | 4  | 2  |
| 1990                      | Československo            | MS                        | 10 | 0  | 1  | 1  | 0  |
| 1991                      | Československo            | KP                        | 4  | 0  | 0  | 0  | 0  |
| Juniorská kariéra celkově | Juniorská kariéra celkově | Juniorská kariéra celkově | 29 | 12 | 14 | 26 | 20 |
| Seniorská kariéra celkově | Seniorská kariéra celkově | Seniorská kariéra celkově | 24 | 2  | 3  | 5  | 2  |